# Д̱
Cette page contient des caractères spéciaux ou non latins. S’ils s’affichent mal (▯, ?, etc.), consultez la page d’aide Unicode.
Д̱ (minuscule : д̱), appelé dé macron souscrit, est une lettre additionnelle de l’alphabet cyrillique utilisée dans certaines translittérations ou transcriptions phonétiques. Elle est composée du dé ‹ Д › diacrité d’un macron souscrit.

## Utilisations
Dans la translittération de la devanagari hindi avec l’alphabet cyrillique, la Direction centrale du hindi (en) utilise le dé macron souscrit ‹ д̱ › pour translittérer le ṛa ‹ ड़ ›.
L’er macron ‹ р̄ › est utilisé à sa place dans certains de ses ouvrages.

## Représentation informatique
Le dé macron souscrit peut être représenté avec les caractères Unicode suivants :
- décomposé (cyrillique, diacritiques) :

| formes    | représentations | chaînes de caractères | points de code | descriptions                                               |
| --------- | --------------- | --------------------- | -------------- | ---------------------------------------------------------- |
| capitale  | Д̱               | Д◌̱                    | U+0414 U+0331  | lettre majuscule cyrillique dé diacritique macron souscrit |
| minuscule | д̱               | д◌̱                    | U+0434 U+0331  | lettre minuscule cyrillique dé diacritique macron souscrit |